# Nikolái Zelenetski
Nikolái Mijáilovich Zelenetski (en ruso: Николай Михайлович Зеленецкий ( 1859 - 1923 ) fue un botánico ruso.
Realizó la identificación y clasificación de nuevas especies en las familias Rubiaceae y Lamiaceae; publicándolas en Fl. Evropeiskoi Chasti SSSR, Bot. Zhurn. (Moscú & Leningrado).
- La abreviatura «Zelen.» se emplea para indicar a Nikolái Zelenetski como autoridad en la descripción y clasificación científica de los vegetales.[2]